# Santovenia de la Valdoncina
Santovenia de la Valdoncina ist eine Gemeinde (Municipio) mit 2.064 Einwohnern (Stand: 2024) im nordwestlichen Zentral-Spanien in der Provinz León in der Autonomen Gemeinschaft Kastilien-León. Santovenia de la Valdoncina besteht neben dem gleichnamigen Hauptort aus den Ortschaften Quintana de Raneros, Ribaseca, Villacedré und Villanueva del Carnero.

## Geografie
Santovenia de la Valdoncina liegt etwa sechs Kilometer südwestlich von León am Fuß des Kantabrischen Gebirge im Norden in einer Höhe von ca. 835 m. Durch die Gemeinde führt die Autovía A-66. Durch die Gemeinde führt der spanische Teil des Jakobswegs.

## Bevölkerungsentwicklung
| Jahr      | 1950 | 1970 | 1981 | 1991 | 2001 | 2011 | 2021 |
| --------- | ---- | ---- | ---- | ---- | ---- | ---- | ---- |
| Einwohner | 1462 | 1135 | 1120 | 1312 | 1735 | 1977 | 2079 |

## Sehenswürdigkeiten
- Johanniskirche (Iglesia de San Juan Evangelista) in Santovenia de la Valdoncina
- Nikolauskirche in Quintana de Raneros (Iglesia de San Nicolás de Bari)
- Marienkirche in Villacedré (Iglesia de Nuestra Señora de los Imposibles)

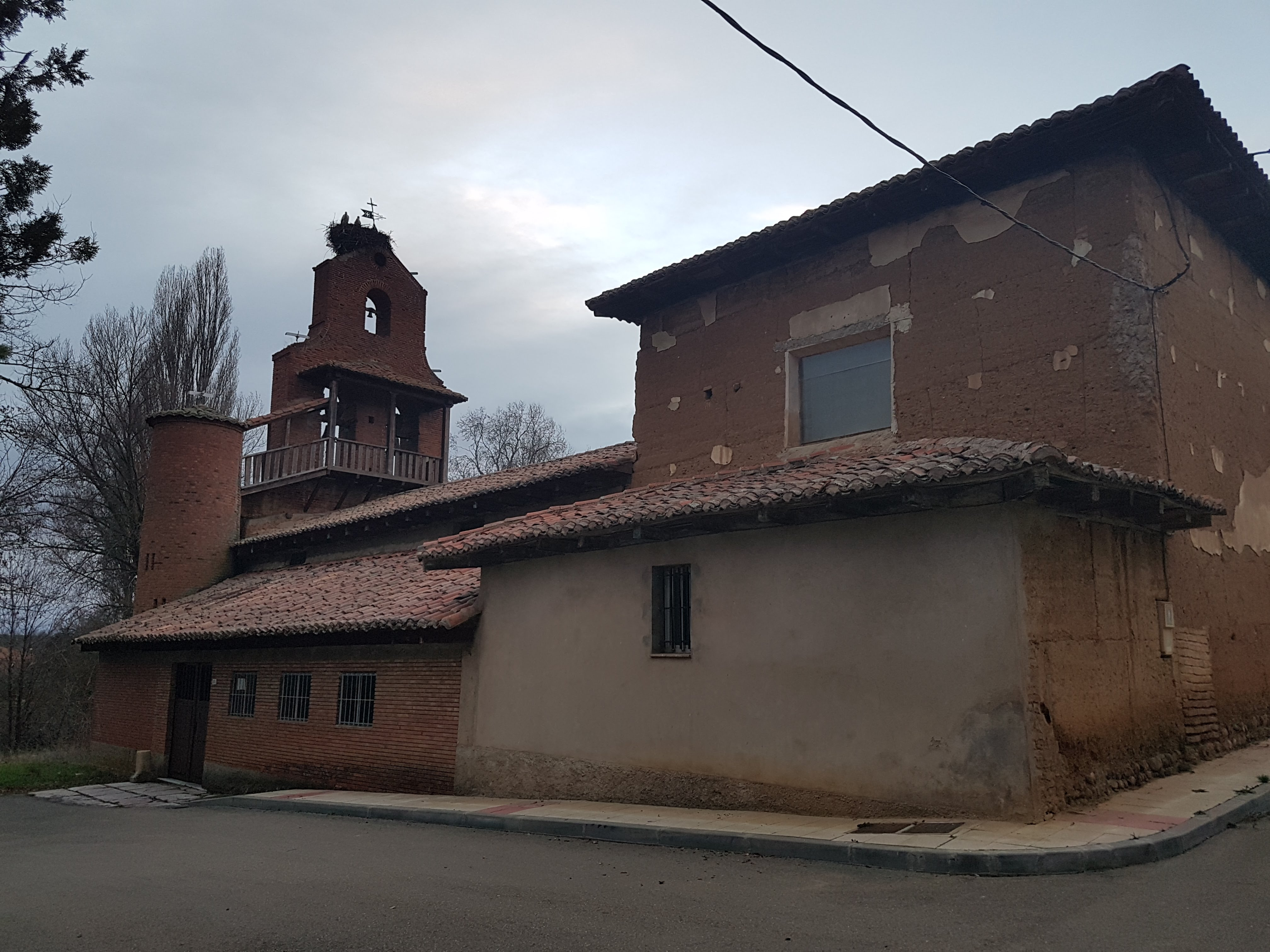
Johanniskirche
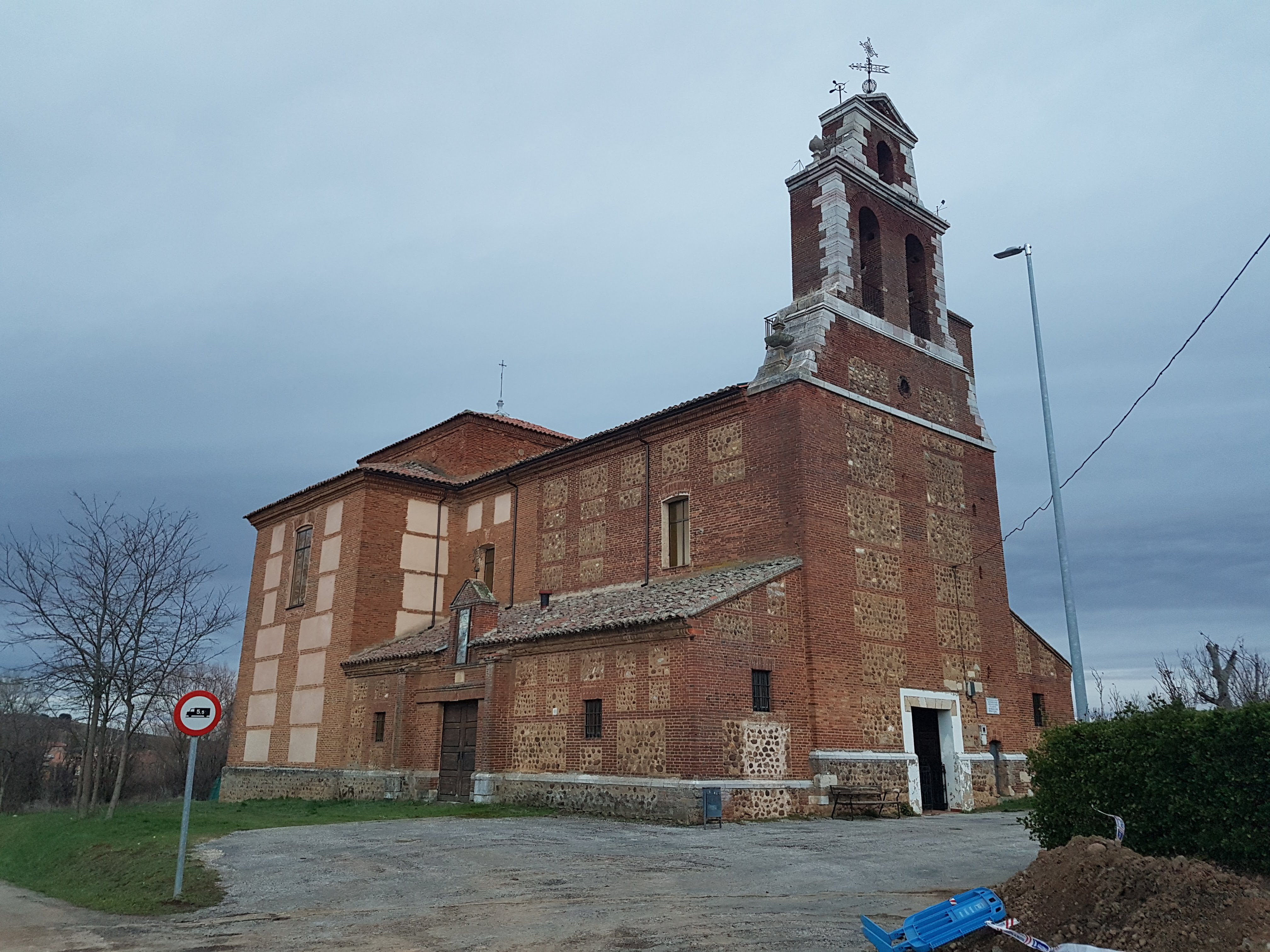
Nikolauskirche
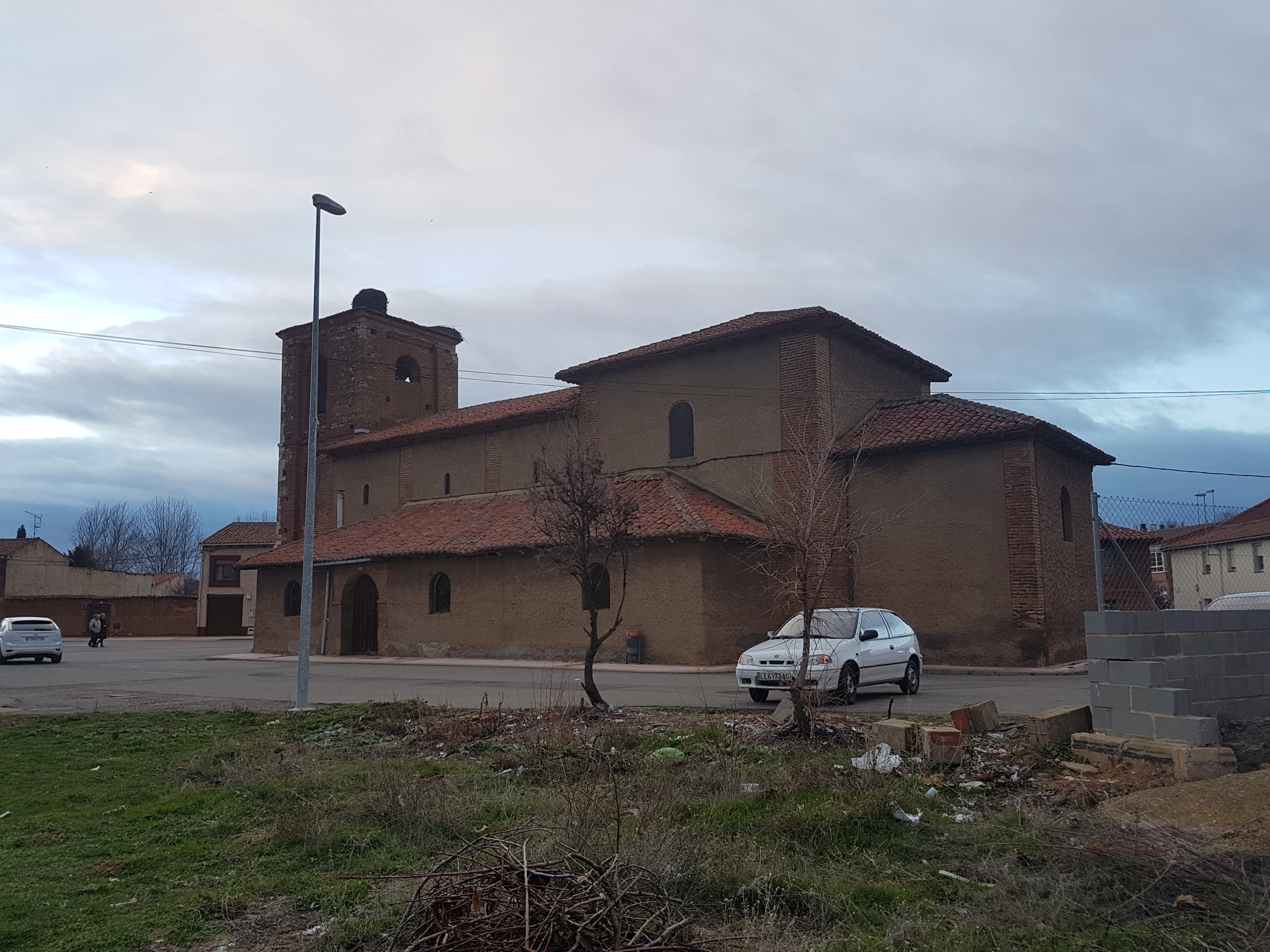
Marienkirche
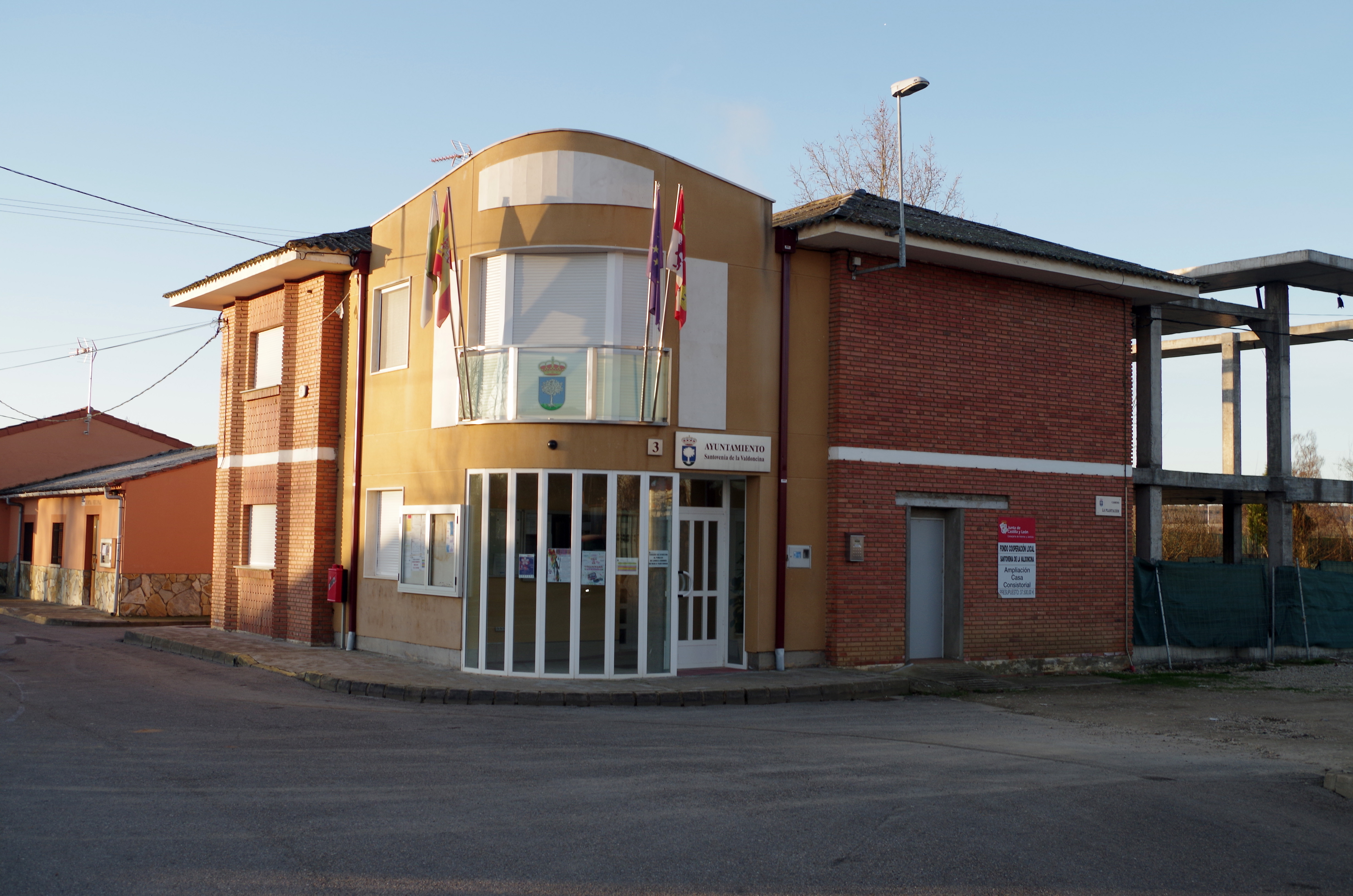
Rathaus